# Botka József (teológus)
Botka József (MSGR) (Tóba, 1931. március 11. – Nagykikinda, 2017. május 5.) vajdasági magyar teológus, pap, pápai prelátus, író és filozófus.

## Élete és feladatai
Botka József 1931. március 11-én második gyermekként született a vallásos katolikus paraszti családban Nagybecskerek melletti Tóbán Vajdaságban. Az apja Botka József  tóbai, az anyja Vidács Teréz magyarcsernyei származású földműves családból származtak. Julia nagynénje Miasszonyunk rendbeli nővér volt, Gizella nővére, aki 2016-ban bekövetkezett haláláig Muzslyán élt, szintén a rend tagja volt Mária Margit néven. 

Hogy milyen nehéz körülmények között élt, tanult és működött mint teológus és fiatal pap, olvasható életrajzában, melyet mint nagykikindai nyugdíjas plébános A vértanúság árnyékában című könyvében írt. A könyvet Palatinus Alen teológus közreműködésével állította össze.
Botka József nyugdíjasként is szorgalmasan működött, mint teológus, katolikus pap és filozófus. Nagyon közel állt hozzá Chardin filozófiája és teológiája; arra sűrűn hivatkozott is, pl.:
Teilhard arra kéri emberét, akit benső konfliktusok és hitetlenség gyötör, anyagnyelvűség földközpontúság tart rabságban, hogy ne áldozza fel jövőjét a hitetlenségnek. A kereszténységen kívül nem létezik a földön olyan tiszta lelki erő, amely megmentené az emberiséget a válságából.

## Könyvei

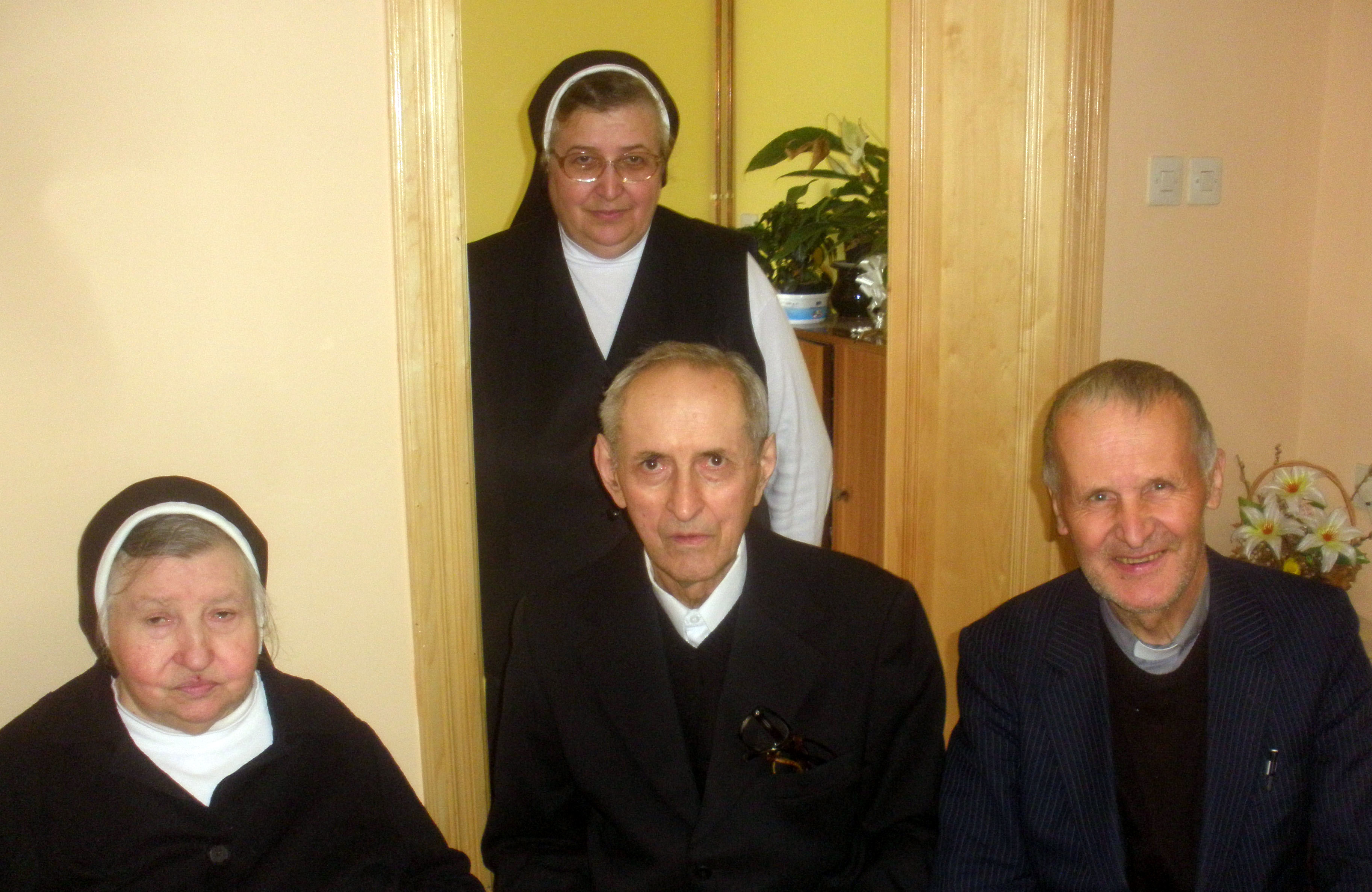
Botka József, aki Szabadkán él és működik, látogatóban Muzslyán Botka Margit (édes-) nővérnél; hátul Rácz Gizella Miasszonyunk nővér, mellette pedig Jelen Janez szaléziánus.

Sorszám. A könyv címe (Kiadóév, példányszám)
- 1.  Kicsodák a karthauziak és hogyan éltek?	| 1972, 2000
- 2.  Vigyétek az örömhírt (I.)	        | 1974,	3000
- 3.  Vigyétek az örömhírt (II.)	| 2009,	2000
- 4.  Katolikus hittankönyv	        | 1980,	3000
- 5.  Karácsony. Ünnepi kalendárium	| 1983,	3000
- 6.  Az élet a szeretet diadalútján	| 1988,	5000
- 7.  Útravaló kenyér, hittankönyv	| 1988,	20000
- 8.  A keresztség	                | 1990,	30000
- 9.  Együtt Jézussal, hittankönyv	| 1990,	1000
- 10. Áldott könnycseppek I.	        | 1994,	1000
- 11. Áldott könnycseppek II.	        | 2010,	2000
- 12. Áldott könnycseppek III.	        | 2011,	2000
- 13. Szentírási üzenetek, lelkiségi mozgalom	| 1996,	1000
- 14. Üzenetek a Szentírásból, 2	        | 1997,	1000
- 15. Üzenetek a Szentírásból, 3	        | 1998,	1000
- 16. Üzenetek a Szentírásból, 4	        | 1998,	1000
- 17. A dohányzás a lelkiismeret mérlegén (I.)	| 1998,	1000
- 18. A dohányzás a lelkiismeret mérlegén (II.)	| 2010,	2000
- 19. Pušenje na sudu savesti (I.)	| 1998,	1000
- 20. Pušenje na sudu savesti (II.)	| 2010,	2000
- 21. Isten Fia a keresztfán	        | 1999,	1000
- 22. Üzenetek a Szentírásból, 5	        | 1999,	1000
- 23. Üzenetek a Szentírásból, 6	        | 2001,	1000
- 24. A matematika és az Isten	        | 2001,	1000
- 25. Üzenetek a Szentírásból, 7 (A szeretet himnusza)	                        | 2003,	2000
- 26. Vera u život večni, katekizam I.	| 2003,	1000
- 27. Vera u život večni, katekizam II.	| 2003,	1000
- 28. Van-e különbség a keresztény és a nem keresztény élet között? (I.)	        | 2004,	2000
- 29. Van-e különbség a keresztény és a nem keresztény élet között? (II.)	| 2009,	2000
- 30. Van-e különbség a keresztény és a nem keresztény élet között? (III.)	| 2011,	2000
- 31. Meddig marad ember az ember?	| 2005,	2000
- 32. Az Isten-hiányban szenvedő világ	| 2006,	2000
- 33.. Az Univerzum embere	        | 2007,	2000
- 34. Az Univerzum egyensúlyába állított ember         | 2008,	1000
- 35. Az Univerzumban megfogamzott örök Jóság	      | 2008,	2000
- 36. A Biblia és a fejlődés	        | 2009,	2000
- 37. A láthatatlan Isten	        | 2009,	2000
- 38. A kereszt és a feltámadás	        | 2009,	2000
- 39. Az egyház és a szerzetesrendek	| 2009,	2000
- 40. Emmanuel - Velünk az Isten, elmélkedések Máté evangéliumából	        | 2010,	2000
- 41. Az emberiség nagy jövője a hit és tudomány közös szemléletében	        | 2010,	2000
- 42. A keresztény hitélet és a teremtés lélektani alapjai	                | 2011,	3000
- 43. A vértanúság árnyékában	               | 2011,	3000
- 44. Van-e Isten?	                       | 2012,	3000
- 45. Akar-e élni az ember, vagy sem?	       | 2012,	2000
- 46. Van-e örök élet?	                       | 2012,	3000
- 47. Isten országának az örömhíre	             	| 2012,	3000
- 48. A világosság és a jóság eredete           	| 2013, 	2000
- 49. A délibáb és a túlvilág (Korproblémák és evangéliumi élet)     | 2013, 	1000
- 50. Kapcsolat a túlvilággal (Szabadka)         	| 2013, 	2000
- 51. A hit Isten fénye (Szabadka)              	| 2013, 	2000
- 52. Az Isten és az ember	                	| 2013,	2000
- 53. A világ és a jóság eredete (Szabadka)     	| 2014, 	5000
- 54. A hit mérlegén (Szabadka) 		    	| 2014
- 55. Karácsony; ünnepi kalendárium vallási hagyományok székelykevei népélet (Tóthfalú) | 2014
- 56. Megtalálják-e a földlakók az Istent? (Szabadka)   | 2015

## Képes galéria Msgr. Botka József Aranymiséje alkalmából Nagykikindán 2006. június 29-én

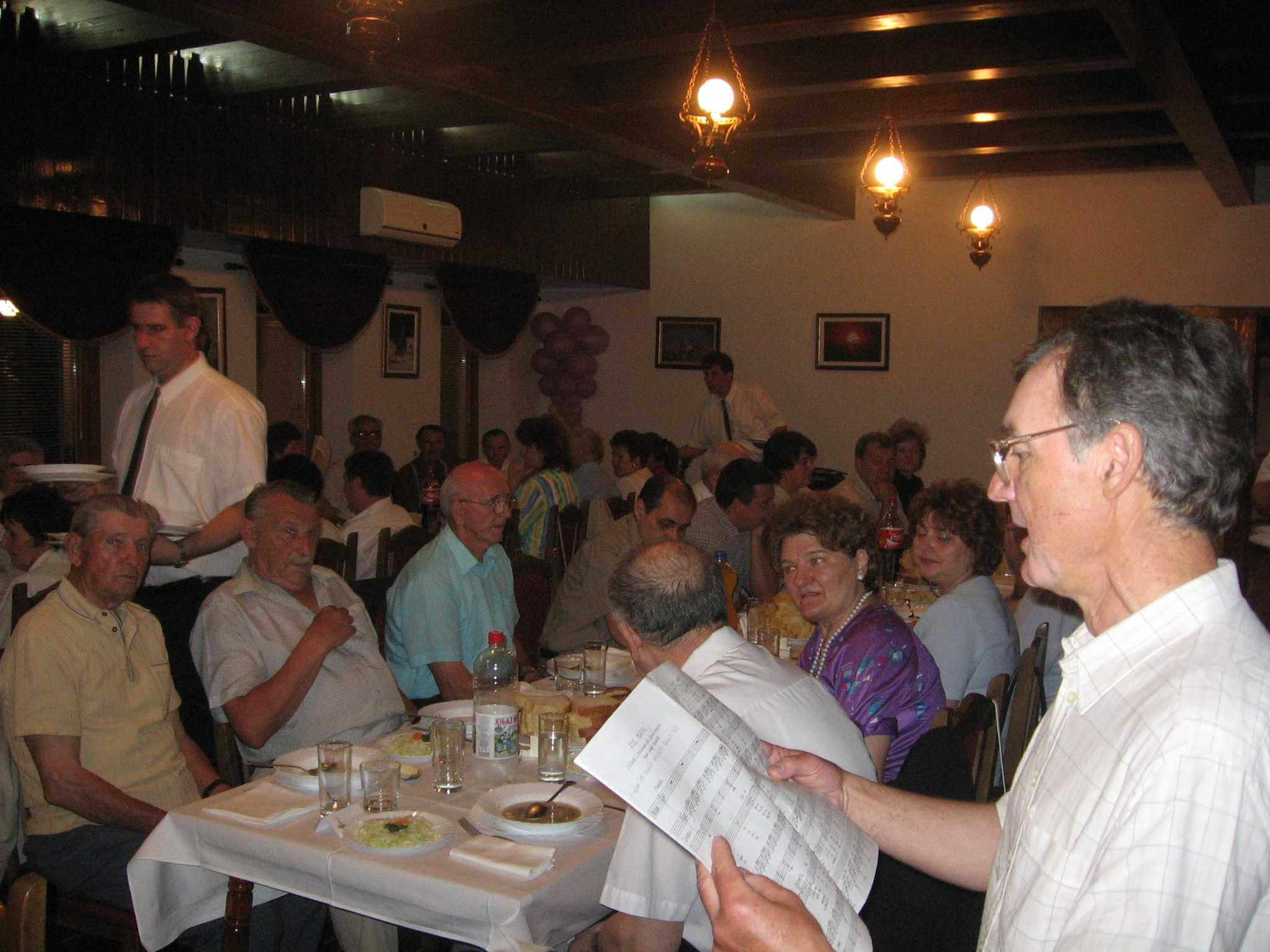
Ave Mária.
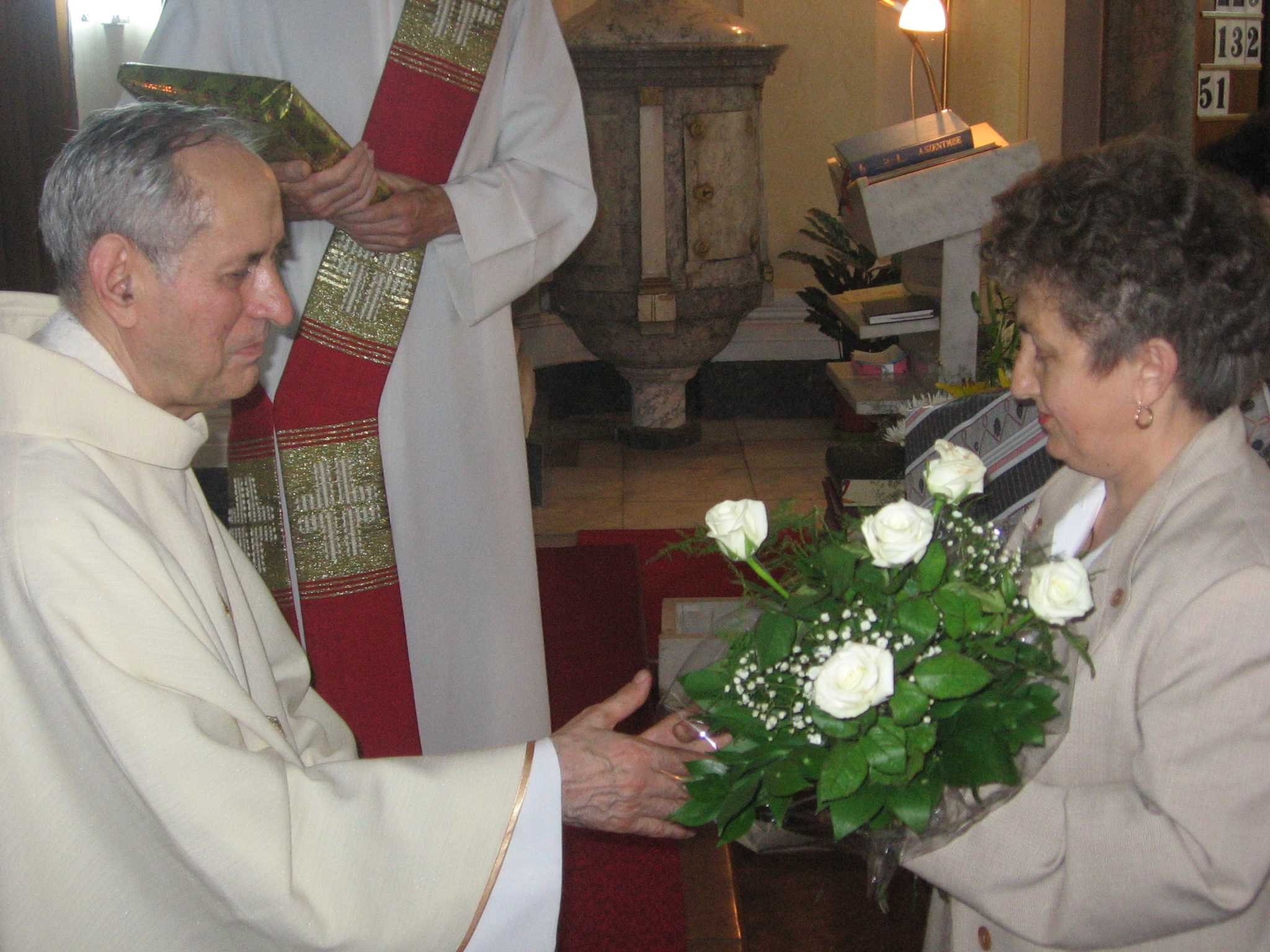
Csokor
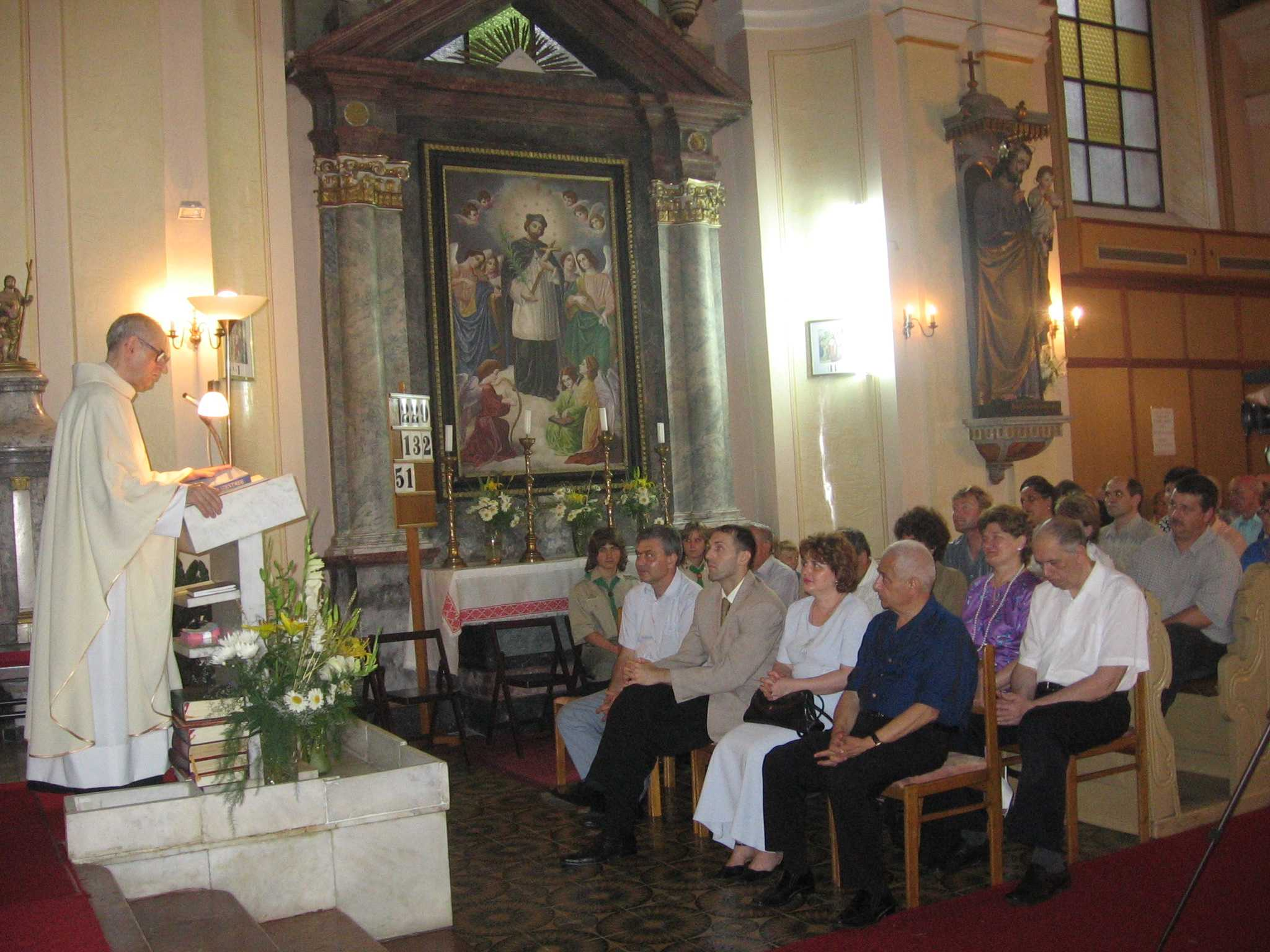
Köszönet az Istennek és mindenkinek
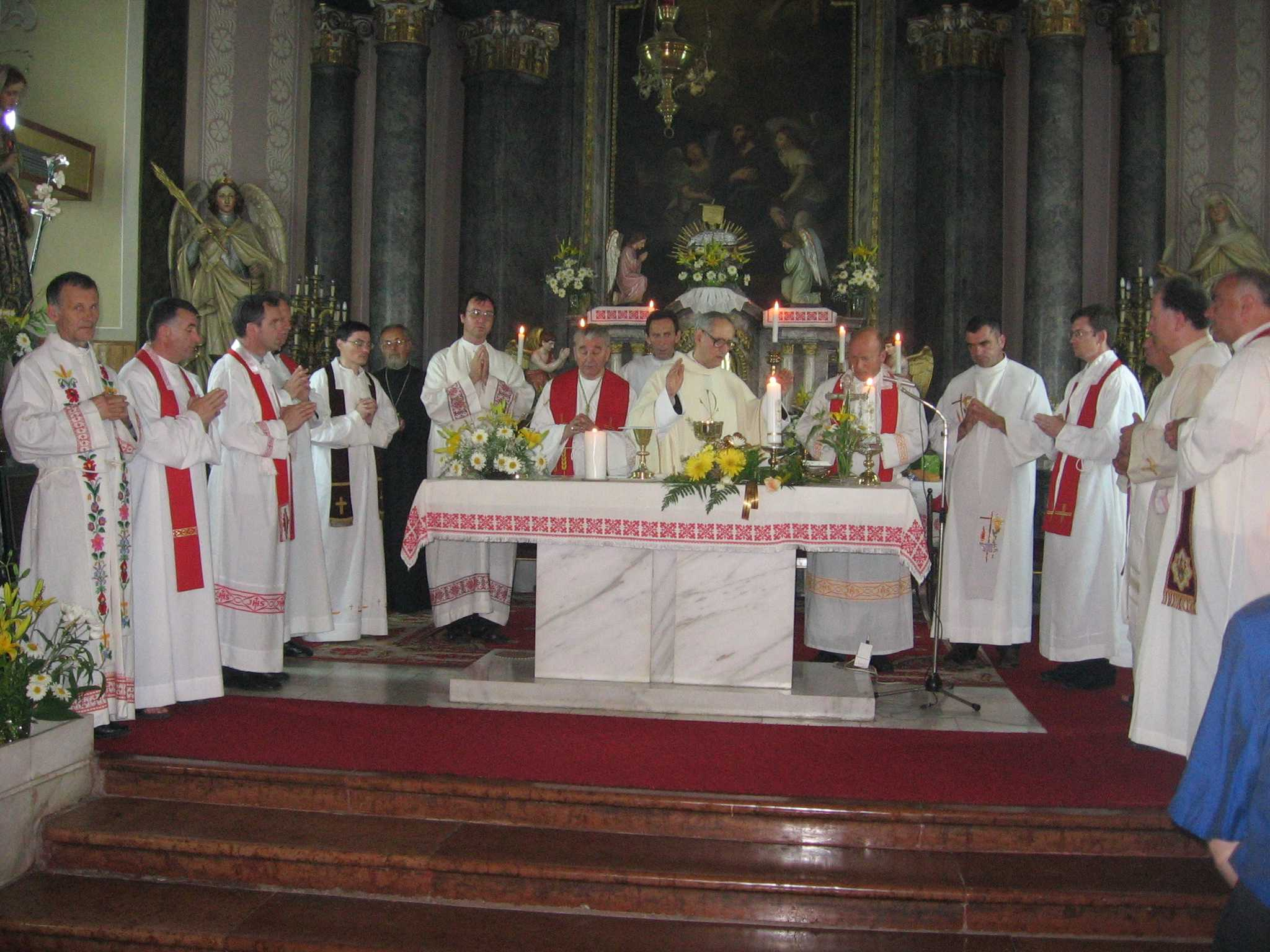
Együtt az oltártestvéreivel
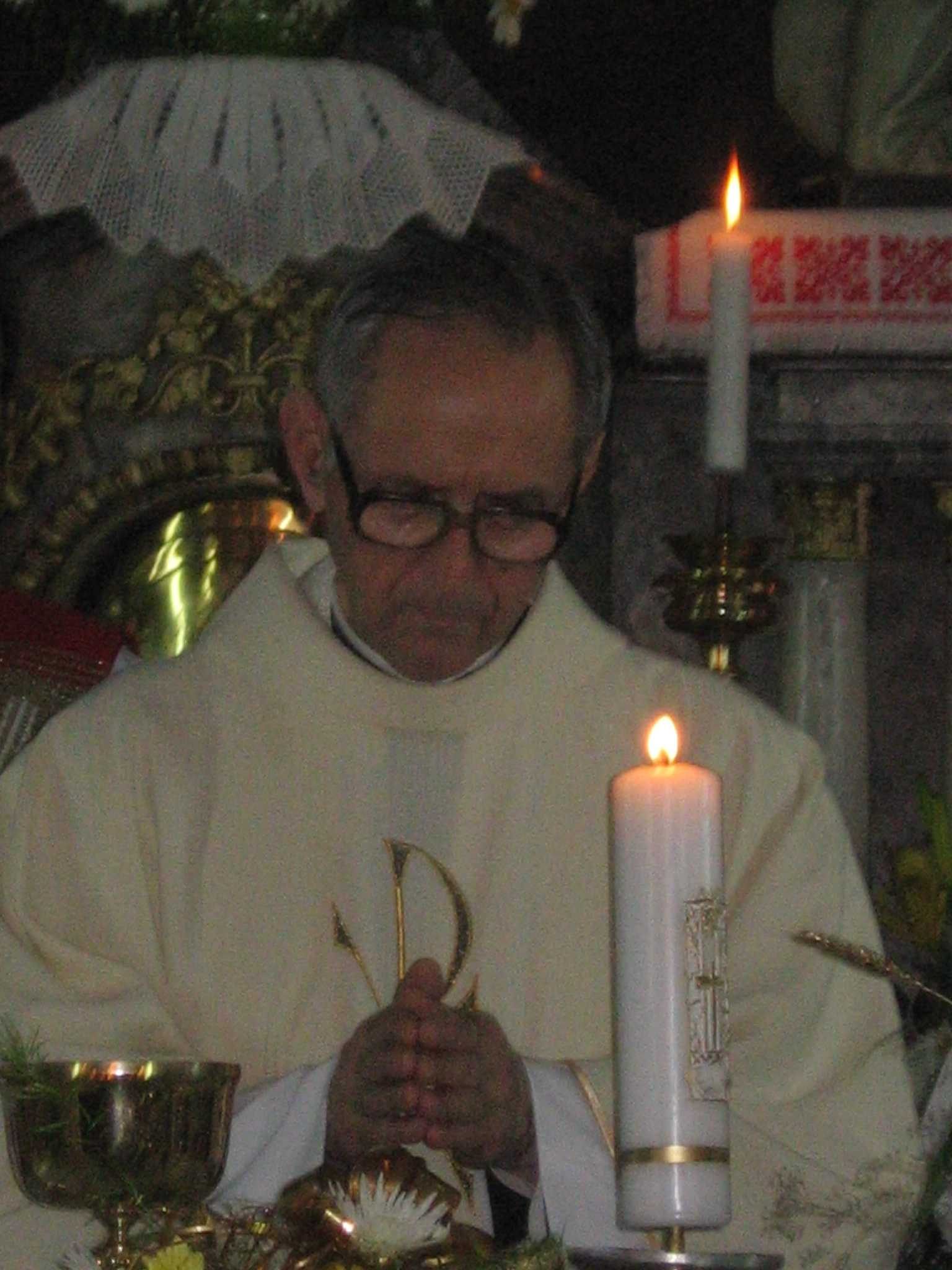
Botka József aranymiséző áldozás
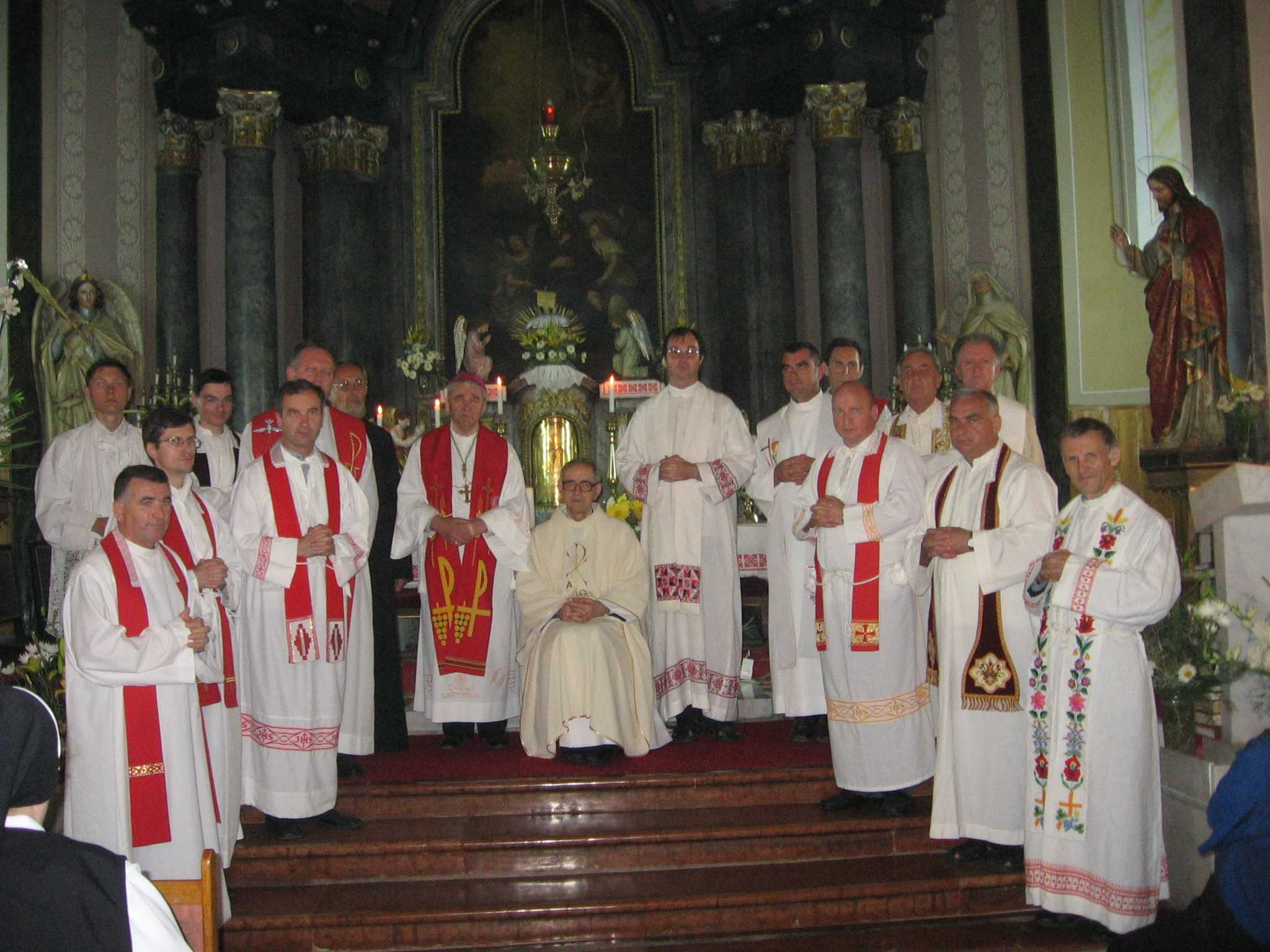
Ite missa est
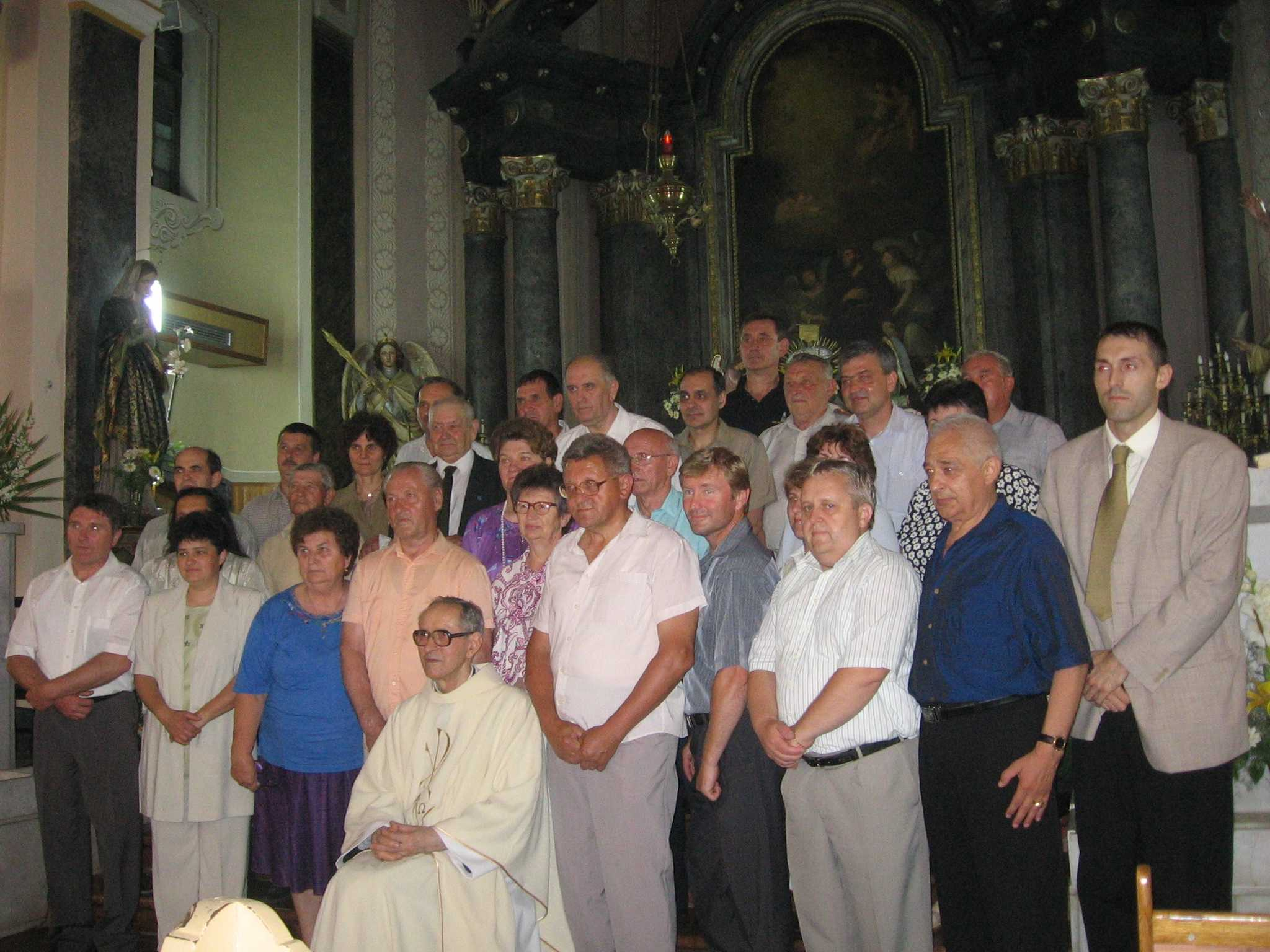
Rokonság
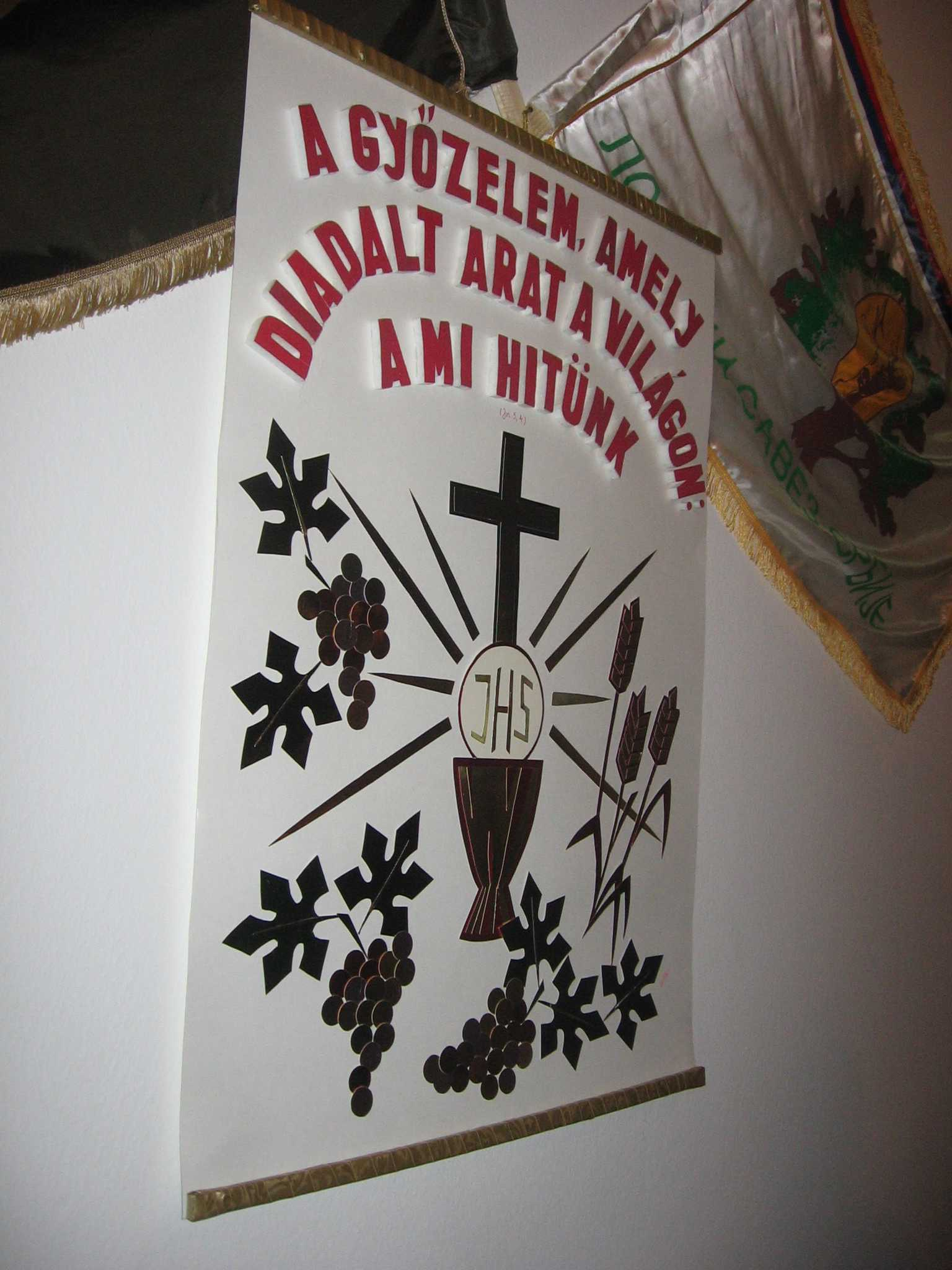
Jelszó
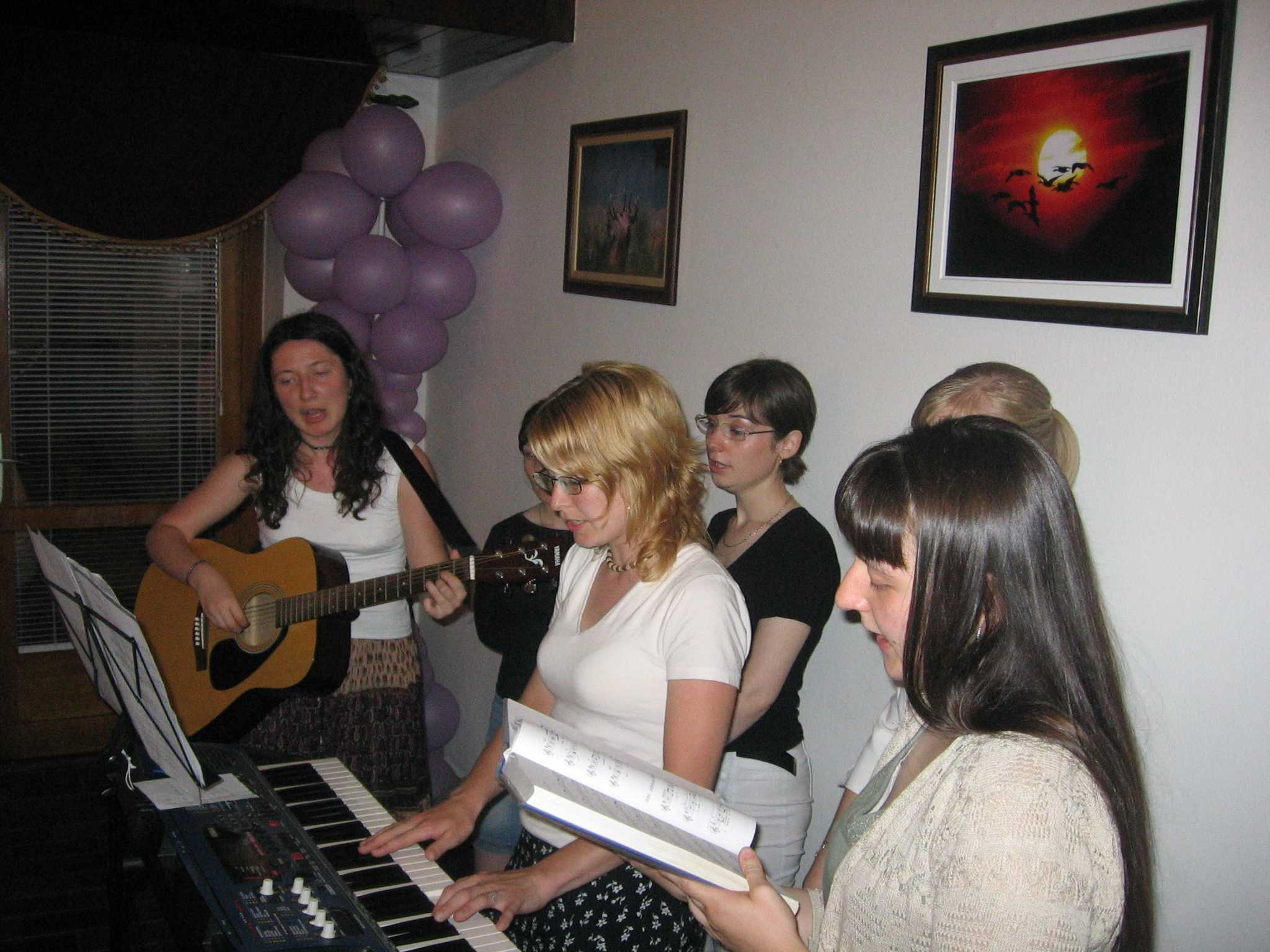
Fiatalok zenélnek és énekelnek
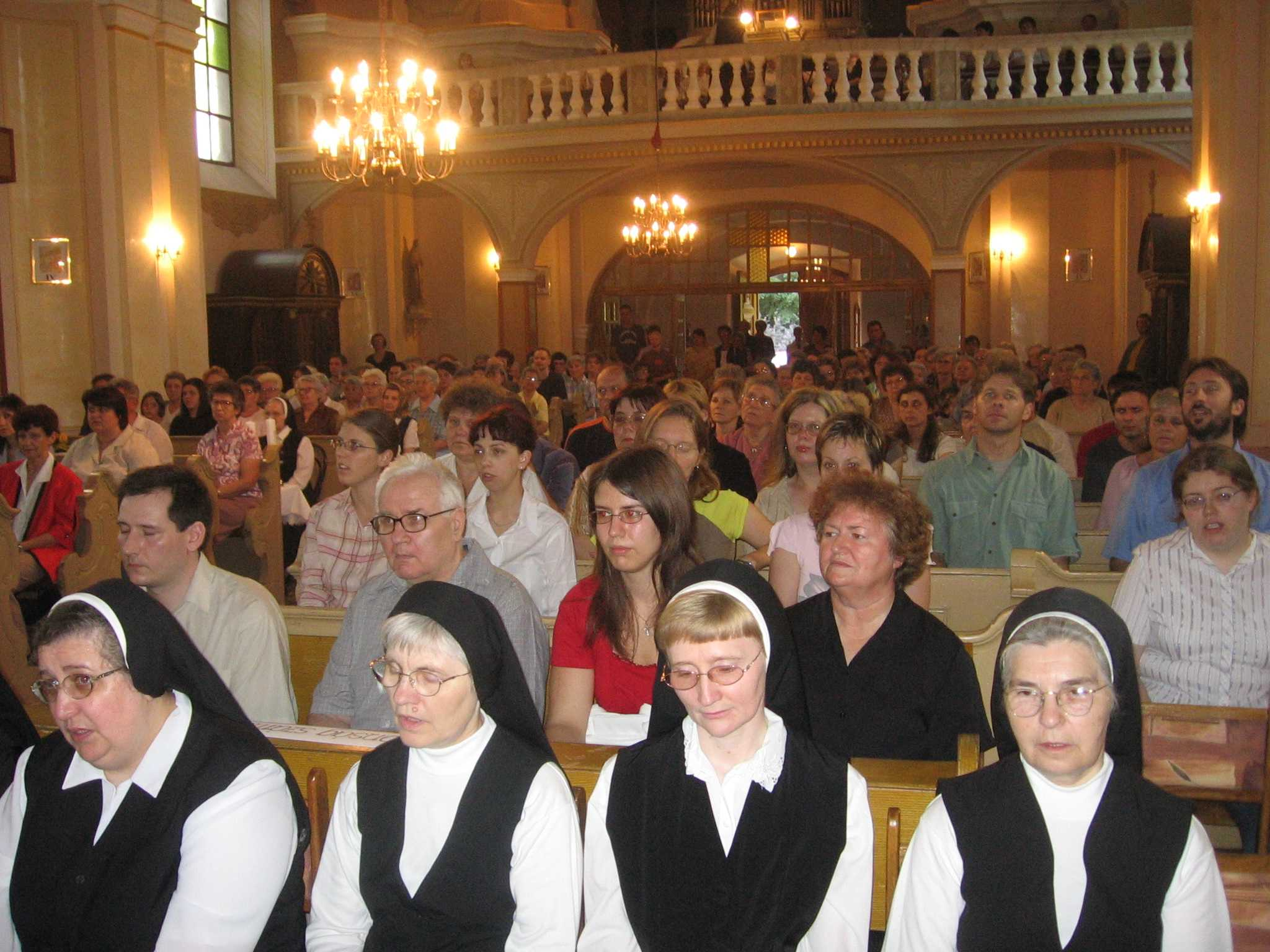
Hálás apácák és hívek
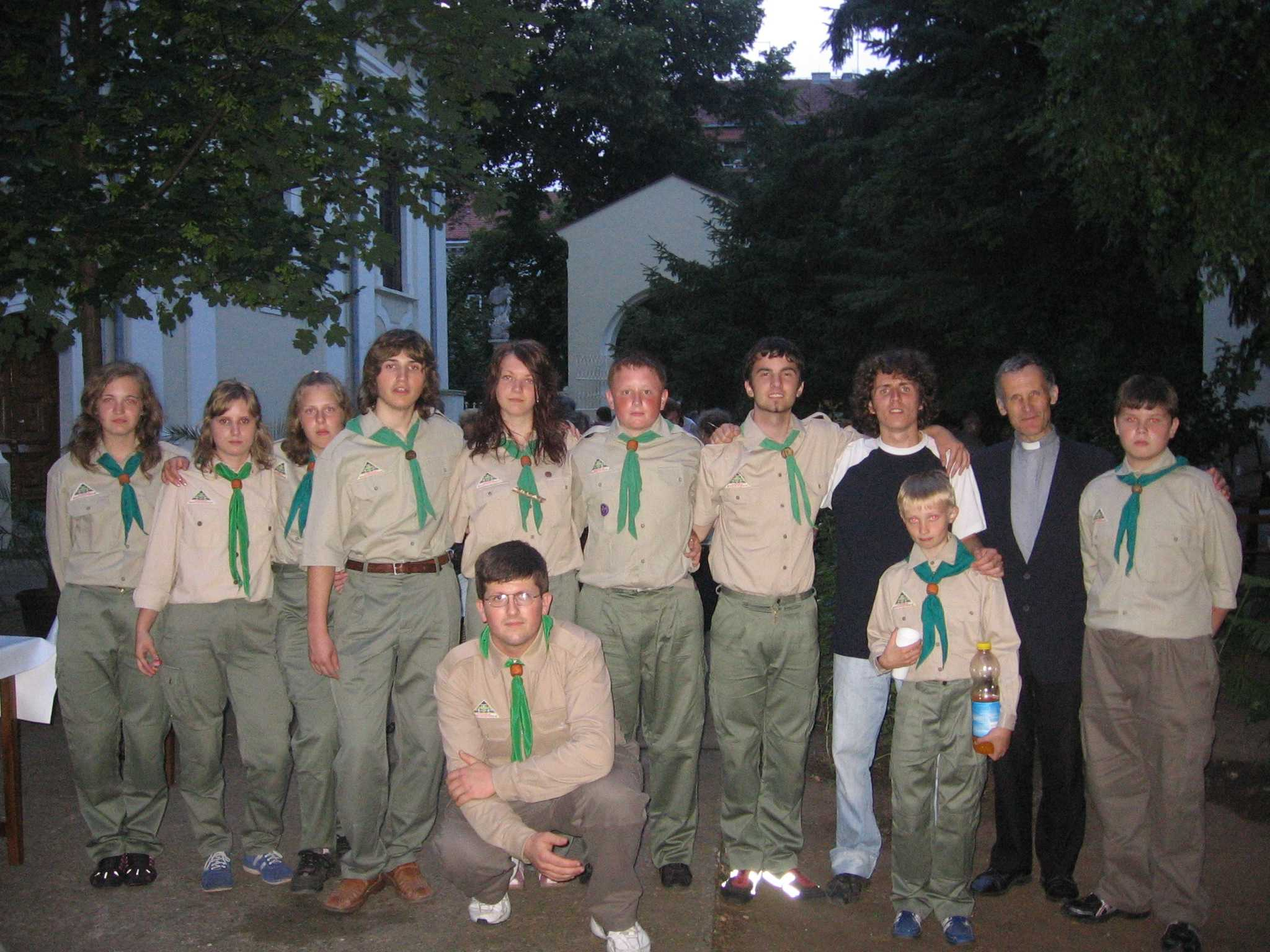
Cserkészek
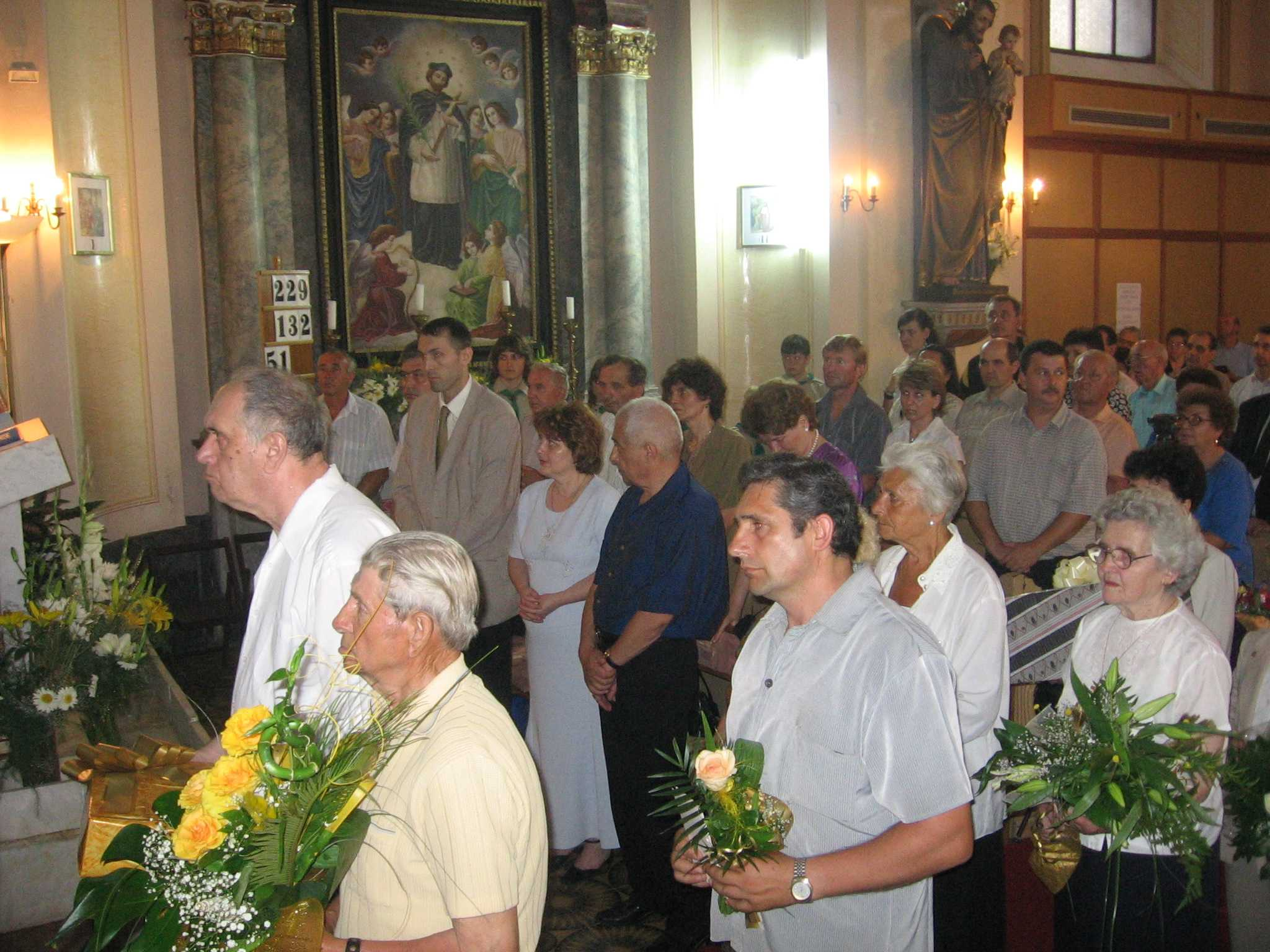
Gratulálnak
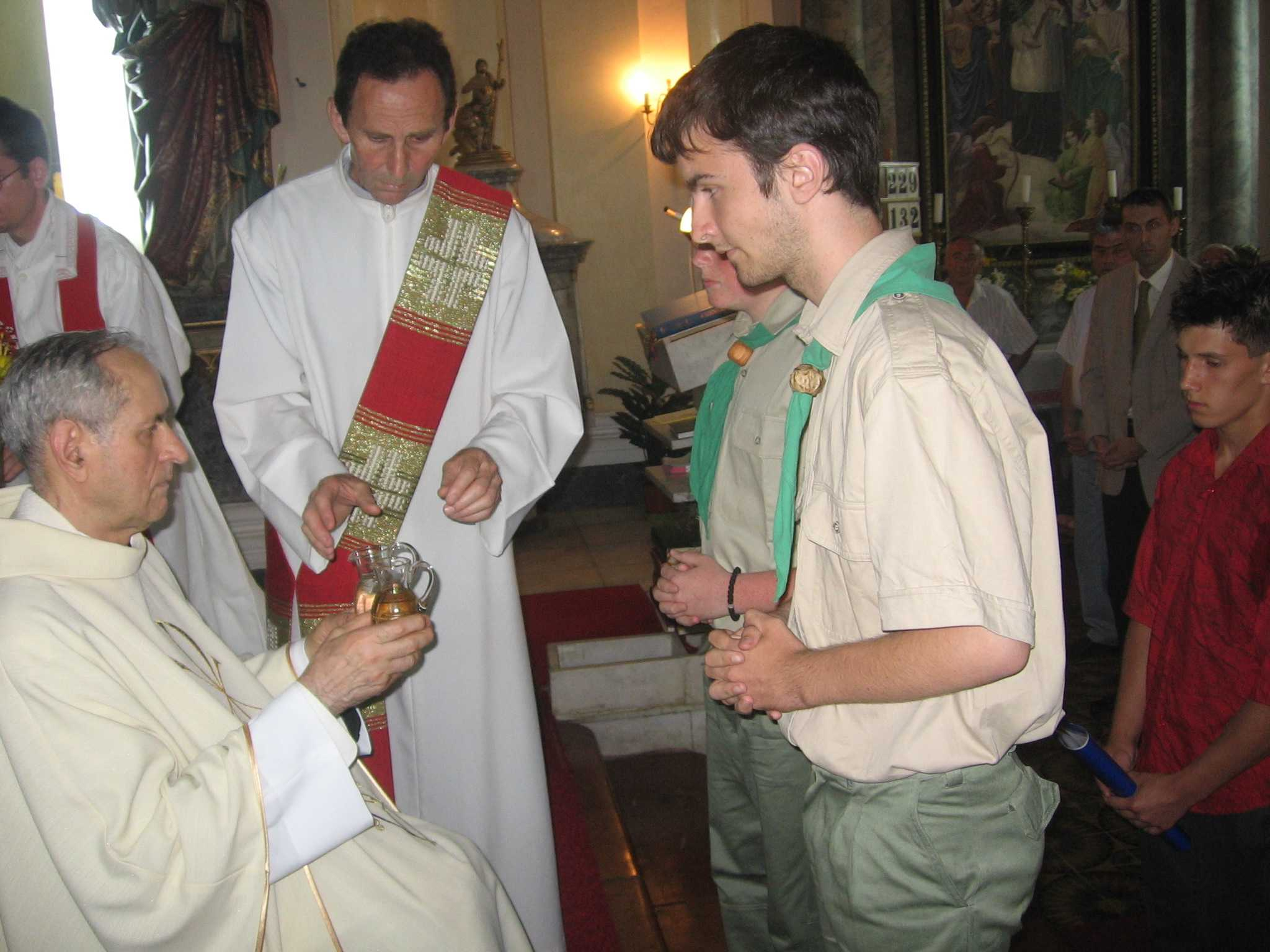
Ajándékokat hoznak a szentmisére
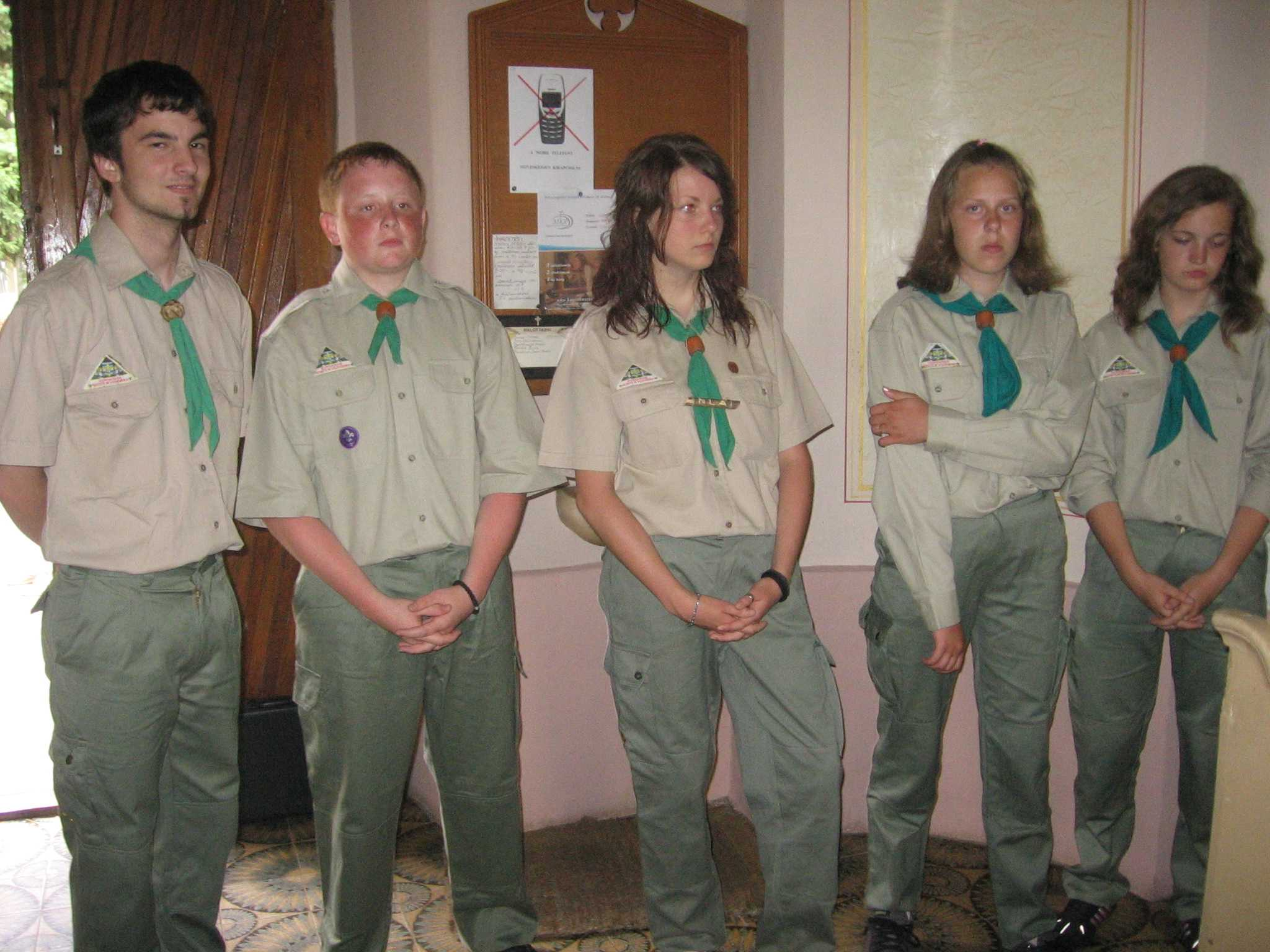
Vidám cserkészek

## Külső hivatkozások
- Botka József könyvei